# Callipteris stolzei
Callipteris stolzei là một loài dương xỉ trong họ Athyriaceae. Loài này được L. Pacheco & R.C. Moran mô tả khoa học đầu tiên năm 1999.